# الموت وويكيبيديا

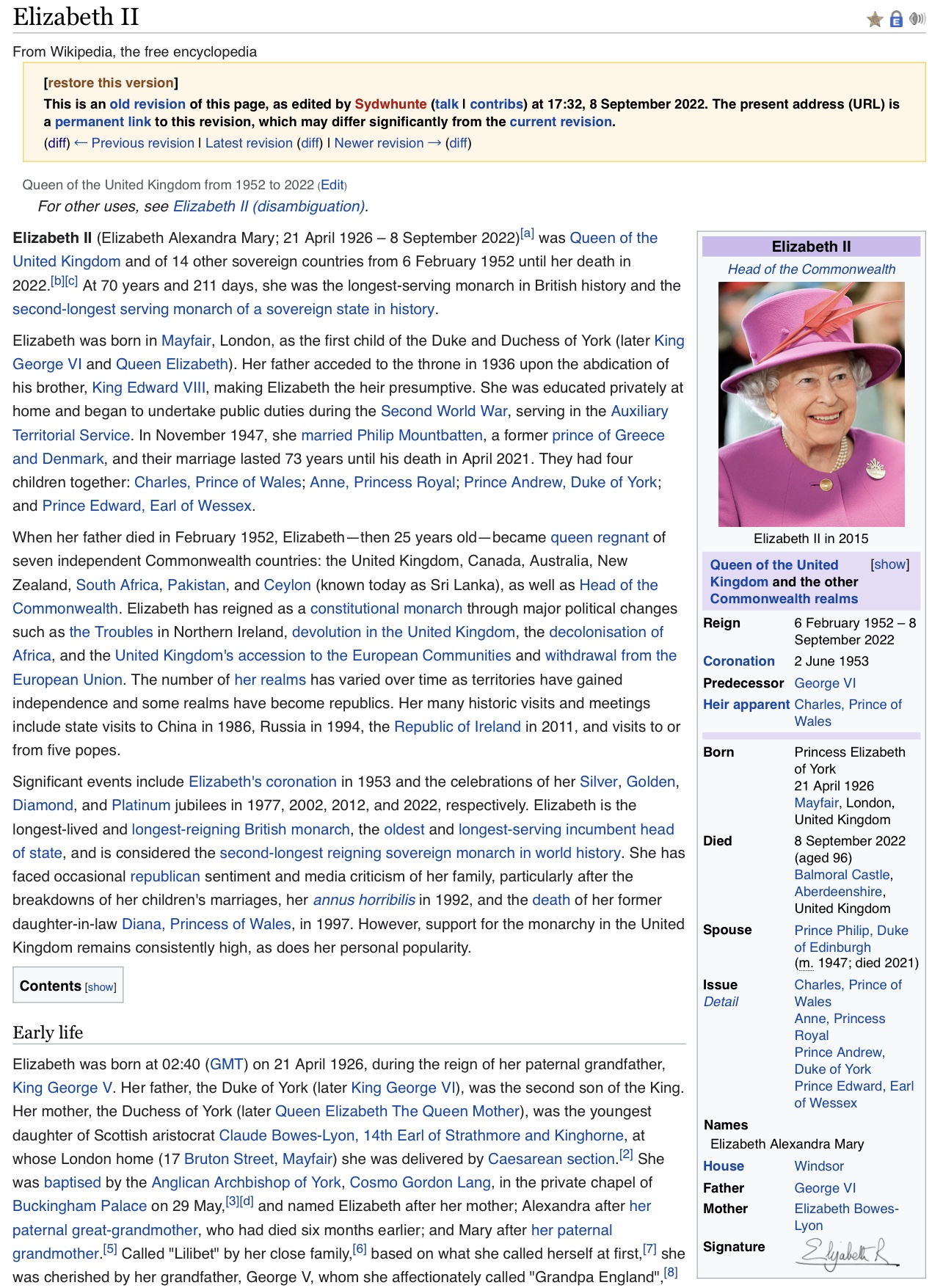
المستخدم: Sydwhunte كان أول من قام بتحديث مقالة ويكيبيديا إليزابيث الثانية بعد وفاتها.

تتضمن الموت و ويكيبيديا جميع المناقشات حول طريقة تقديم محرري ويكيبيديا وفاة الشخصيات العامة. تحتوي موسوعة ويكيبيديا على محتوى ينتجه المستخدم، ويحدّيث مجتمع ويكيبيديا مقالات ويكيبيديا بمعلومات حول الوفيات بسرعة بعد وفاة الناس. تحتوي غالباً مقالات ويكيبيديا عن الأشخاص المتوفين مؤخرًا على ارتفاعات كبيرة في المشاهدات. على سبيل المثال، بلغ متوسط مقال المصممة كيت سبيد 2117 مشاهدة في 48 ساعة قبل وفاتها. لكن في الـ 48 ساعة بعد وفاتها، حصلت على 3,417,416 بزيادة قدرها 161,427٪.
علّقت وسائل الإعلام على استجابة الموقع السريعة في تحديث السير الذاتية بعد وفاة مشاهير مثل مايكل جاكسون وإليزابيث الثانية.
عندما يموت مشهور بسبب مرض ما، فقد يقرأ القرّاء أيضًا عن هذا المرض في ويكيبيديا.

## انظر ايضا
وفيات عام 2022